# Jupp Jost
Jupp Jost (eigentlich Josef Jost; * 13. November 1920 in Hattersheim am Main; † 24. Dezember 1993 in Wiesbaden) war ein deutscher Maler, Grafiker, Bildhauer und Innenraumgestalter.

## Leben
Als Sohn eines Hattersheimer Malermeisters begann Jupp Jost 1938 seine künstlerische Ausbildung an der Städelschule in Frankfurt am Main. Von April 1943 bis September 1944 war er Schüler der „Förderklassen für bildnerisches Gestalten“ der Stadt Osnabrück. Nach Beendigung des Krieges erhielt er zunächst kleinere Auftragsarbeiten. Seit 1946 arbeitete er gemeinsam mit dem Architekten Hans Busch an zahlreichen öffentlichen Gebäuden im In- und Ausland. Ab 1950 war Jupp Jost freiberuflich tätig. Sein Œuvre umfasst neben Werken der Malerei auch Arbeiten in Glas, Mosaik, Guss und Edelstahl. 1976 erhielt er einen Lehrauftrag an der Johannes Gutenberg-Universität Mainz im Fachbereich Bildende Kunst. Mit seinen Schülern unternahm er zahlreiche Studienreisen und Exkursionen in die Toskana, nach Südfrankreich, Spanien und Kenia. Jupp Jost war verheiratet und hatte fünf Kinder. In seiner letzten Schaffensphase wandte er sich besonders der Acrylmalerei zu.

## Werk

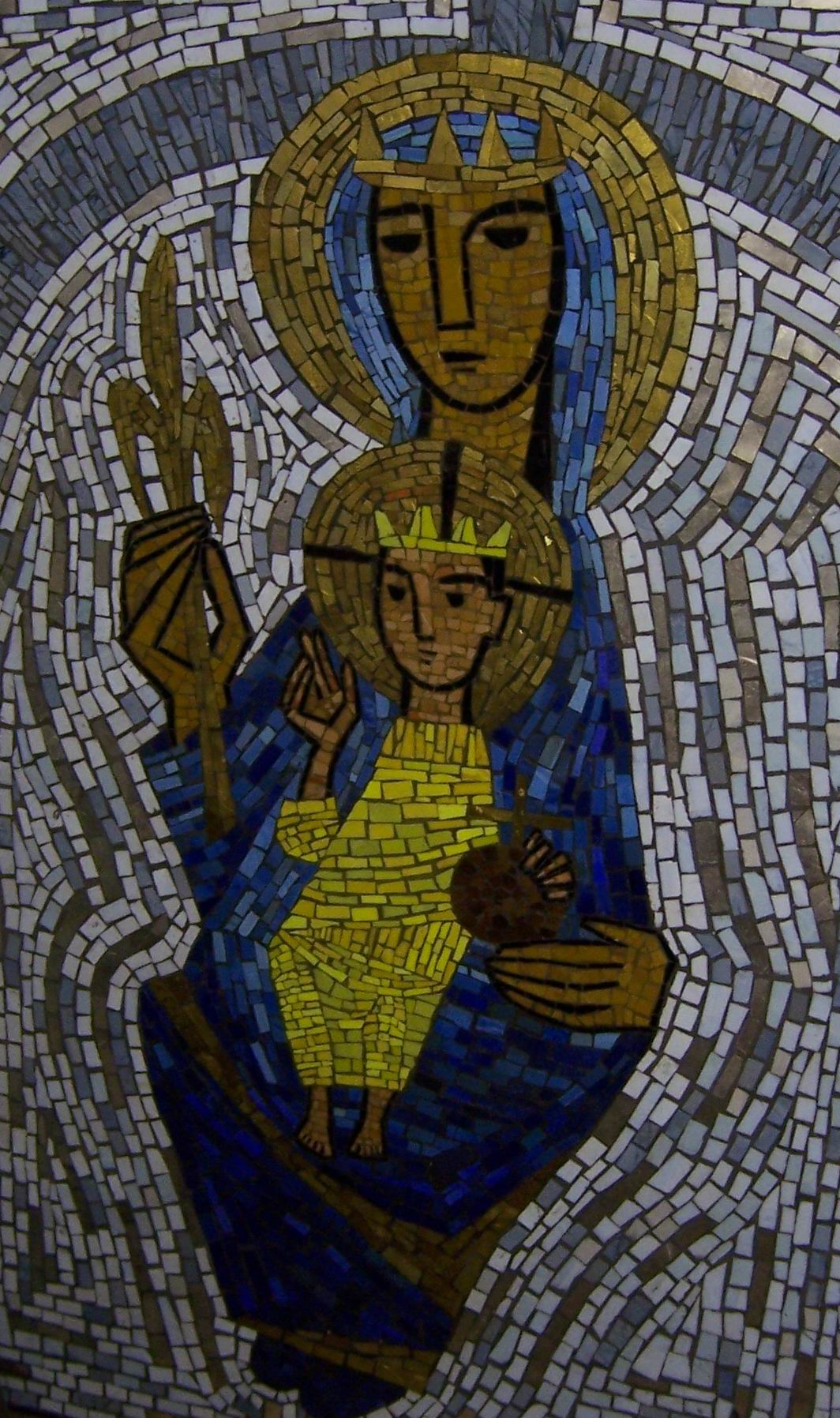
Jupp Jost: Marienmosaik

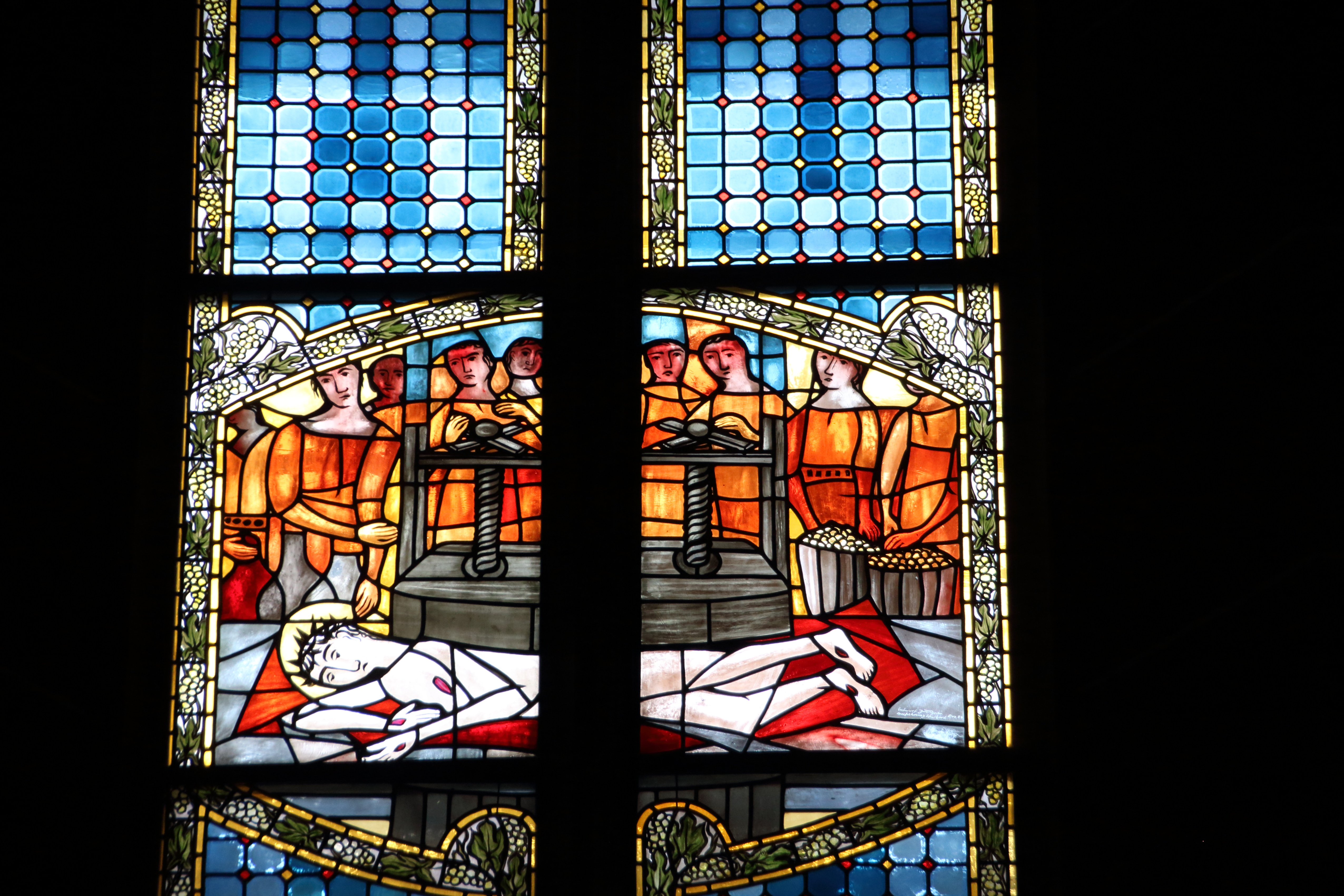
Christus in der Kelter (1984). St. Peter und Paul, Eltville am Rhein

Die große Vielfalt seines künstlerischen Schaffens wird vor allem durch die Aus- und Neugestaltung zahlreicher Kirchen im In- und Ausland bezeugt. Aber auch andere öffentliche Gebäude wie Schulen, Kindergärten, Rathäuser oder das Haus der Begegnung in Königstein im Taunus wurden von ihm künstlerisch ausgestaltet. Seine Arbeiten wurden häufig in Ausstellungen präsentiert und befinden sich in öffentlichem und privatem Besitz.
Zu seinen Werken zählen:
- Wandgemälde der katholischen Pfarrkirche Herz Jesu in Dillenburg
- Mosaikkreuz und Glasfenster der katholischen Pfarrkirche Christkönig in Aßlar
- Innengestaltung der katholischen Pfarrkirche Heilig Geist in Braubach
- Altarmosaik und Fenster der katholischen Pfarrkirche St. Marien in Siegen-Geisweid
- Wandgemälde Christus ist die Mitte der katholischen Pfarrkirche St. Michael Mammolshain
- Altar und Osterleuchter der katholischen Pfarrei St. Elisabeth Bad Schwalbach
- Kirchenfenster an der Nordwand der katholischen Kirche St. Peter und Paul in Eltville am Rhein
- Wandbild und Fenster der katholischen Pfarrkirche Christ-König Okriftel
- Fassaden- und Innen-Gestaltung im Haus der Begegnung in Königstein im Taunus
- Apokalyptischer Engel mit der Fackel, Sgraffito, Außenfassade am Haus der Begegnung in Königstein im Taunus
- Wandgemälde in der Taufkapelle der katholischen Kirche St. Peter und Paul, Wiesbaden-Schierstein
- Betonglasfenster der katholischen Kirche St. Laurentius zu Giesel
- Betonglasfenster der katholischen Kirche zu Lünen-Horstmar
- Ausstattung von St. Peter und Paul in Lage
- Glasfenster der katholischen Kirche St. Benedikt in Berlin
- Altargemälde und Glasfenster der katholischen Kirche Heilig Geist in Detmold
- Glasfenster der katholischen Kirche Maria, Königin des Friedens in Augustdorf
- Glasfenster St. Augustine’s of Canterbury in Wiesbaden

## Mitgliedschaften
- Gruppe 50 Wiesbaden
- Bundesverband Bildender Künstlerinnen und Künstler